# سیارک ۳۶۰۶
سیارک ۳۶۰۶ (به انگلیسی: 3606 Pohjola، نامگذاری:1939SF) سه هزار و ششصد و ششمین سیارک کشف شده‌است که در ۱۹ سپتامبر ۱۹۳۹ کشف شد.
قدر مطلق سیارک برابر ۱۲٫۴۰ است.